# دوروتی شرلی
دوروتی شرلی (انگلیسی: Dorothy Shirley؛ زادهٔ ۱۵ مهٔ ۱۹۳۹) ورزشکار دو و میدانی اهل بریتانیا است.